# Daniel Köstl
Daniel Köstl (* 23. května 1998 Praha) je český fotbalový obránce či záložník, od léta 2024 působí v MFK Ružomberok. Jeho bratrem je asistent trenéra české fotbalové reprezentace Jaroslav Köstl.

## Klubová kariéra

### AC Sparta Praha (do 2018)
Daniel Köstl prošel akademií pražské Sparty. Když A-tým krátkou dobu vedl trenér David Holoubek, dával velkou šanci juniorům, mezi nimi i Köstlovi. V dresu Sparty debutoval 12. října 2016 v poháru proti Českým Budějovicím, když v 90. minutě vystřídal Lafatu. Dne 24. listopadu 2016 odehrál závěrečné minuty pátého utkání základních skupin Evropské ligy proti Southamptonu.

### FC Slovan Liberec (2018–2019)
V únoru 2018 odešel na rok a půl dlouhé hostování do Slovanu Liberec. V 1. lize debutoval 3. března 2018 proti Karviné a v 54. minutě nahrál na gól Pulkrabovi.

### Bohemians Praha 1905 (2019–2024)

#### 2019–2020
Köstla si vyhlédl dnes již bývalý trenér pražských Bohemians Martin Hašek a v červenci 2019 byl v tomto klubu na testech. Testy dopadly úspěšně a 10. července podepsal smlouvu na 3,5 roku. Premiéru v zelenobílém dresu si odbyl 12. července proti Jablonci, utkání ale nedohrál, jelikož dostal v nastavení červenou kartu. Celkem nastoupil v základní sestavě 13x, pětkrát naskakoval jakožto střídající hráč. Po změně na trenérské židli, kdy odstoupivšího Haška nahradil Luděk Klusáček, Köstl zpočátku do utkání zasahoval sporadicky, nicméně po zimní přestávce Klusáček naordinoval Klokanům herní styl se 3 stopery a to dostalo Köstla opět do základní sestavy. Do konce sezóny stihl odehrát ještě jedenáct utkání a stal se stabilním hráčem základní sestavy.

#### 2020–2021
Ze začátku sezony trenér Klusáček s Köstlem stoprocentně počítal, nicméně Köstl svými výkony nikterak nezaujal. Lavíroval mezi základní sestavou a lavičkou náhradníků, na kterou se definitivně upoutal po výkonu proti městskému rivalovi Slavii Praha, ve kterém Klokani prohráli 1:2. Köstl potom nenastoupil do sedmi za sebou jdoucích zápasů v řadě. Po více než měsíci mimo hřiště se podíval na lavičku náhradníků v zápase proti Českým Budějovicím a následně, v zápase proti zlínskému Fastavu již byl členem základní sestavy, kterým zůstal až do konce sezony. V zápase proti SFC Opava se ještě stihl lehce zranit, ale hned v dalším kole proti Liberci již byl při plné síle.

#### 2021–2022
Jeho členství v základní sestavě nebylo nikterak ohroženo ani změnou trenéra, kdy Klusáčka nahradil jeho dosavadní asistent Jaroslav Veselý.

#### 2022–2023
Bohemians 1905 v tabulce Fortuna Liga skončili na 4. místě.
A i díky vynikajícím výkonům Daniela Köstla si "Klokani" zajistili účast v pohárové Evropě.
Naposledy hráli Pohár UEFA v říjnu roku 1987 a v jeho prvním kole vypadli s belgickým Beverenem.

### MFK Ružomberok (2024–dodnes)
Klokani vyhověli Köstlově žádosti o přestup a tak se dne 15. června 2024 přesunul do Ružomberku. Zde podepsal tříletou smlouvu.